# Madison Bontempo
 Madison Bontempo  (* 20. Dezember 1991 in  Los Angeles, Kalifornien) ist eine US-amerikanische Schauspielerin und Synchronsprecherin. 

## Leben
Madison Bontempo begann ihre Karriere 2007 mit einer Rolle in dem Film The Metrosexual. Sie ist verheiratet mit Kyler Steven.

## Filmografie (Auswahl)
- 2007: The Metrosexual
- 2008: Lincoln Heights (Fernsehserie, 1 Folge)
- 2009: Trouble ohne Paddel 2 – Die Natur ruft! (Without a Paddle: Nature’s Calling) als Synchronsprecherin[2]